# Venom Cars (Südafrika)
Venom Cars war ein südafrikanischer Hersteller von Automobilen.

## Unternehmensgeschichte
Eugen Vanderschyff gründete am 28. Oktober 2003 das Unternehmen in Boksburg. Er setzte die Produktion von Automobilen und Kit Cars fort, die bisher das Kit Car Centre aus dem gleichen Ort herstellte. Der Markenname lautete Venom Cars, laut einer anderen Quelle nur Venom. Das Logo auf der Herstellerseite zeigt eindeutig die Buchstaben VC in einem Kreis. 2009 endete die Produktion.

## Fahrzeuge
Der R/T war die Nachbildung des AC Cobra. Der Millenum 7 war ein Fahrzeug im Stil des Lotus Seven. Der Speedster 356 stellte die Replika des Porsche 356 Speedster dar. Der Salamander war ein VW-Buggy und der Freeranger ein Geländewagen mit einer Ähnlichkeit zum Jeep CJ.